# أديمار شابان
أديمار شابان (بالفرنسية: Adémar de Chabannes)‏ (تقريبًا 988-1034) راهب فرنسي من القرن الحادي عشر، ومؤرخ دون أول سجلات جمعت في أكيتين منذ العصور القديمة المتأخرة، ومؤلف موسيقي وأدبي ناجح.

## روابط خارجية
- أديمار شابان على موقع الموسوعة البريطانية (الإنجليزية)
- أديمار شابان على موقع ميوزك برينز (الإنجليزية)
- أديمار شابان على موقع ديسكوغز (الإنجليزية)